# Zuzanna Szwed
Zuzanna Szwed, po mężu Parchem (ur. 19 lipca 1977 w Warszawie) – polska łyżwiarka figurowa, startująca w konkurencji solistek. Uczestniczka igrzysk olimpijskich (1992), mistrzostw świata i Europy, medalistka zawodów międzynarodowych oraz pięciokrotna mistrzyni Polski (1991–1993, 1995, 1996).
Trenowała początkowo na warszawskich Stegnach, a po pierwszych sukcesach, w połowie lat 90. została wysłana przez PZŁF do Detroit w Stanach Zjednoczonych. 
W 1998 roku zakończyła karierę sportową i rozpoczęła pracę jako trener-rezydent w klubie łyżwiarskim Detroit SC. Tworzyła również choreografie dla łyżwiarzy m.in. swojego męża Aarona Parchema i jego partnerek sportowych w konkurencji par sportowych.
W 2004 roku w Chicago poślubiła amerykańskiego łyżwiarza figurowego Aarona Parchema.

## Osiągnięcia
| Zawody                                | 90–91          | 91–92          | 92–93          | 93–94          | 94–95          | 95–96          | 96–97          | 97–98          |                |                |                |                |                |                |                |                |                |
| Międzynarodowe                        | Międzynarodowe | Międzynarodowe | Międzynarodowe | Międzynarodowe | Międzynarodowe | Międzynarodowe | Międzynarodowe | Międzynarodowe | Międzynarodowe | Międzynarodowe | Międzynarodowe | Międzynarodowe | Międzynarodowe | Międzynarodowe | Międzynarodowe | Międzynarodowe | Międzynarodowe |
| ------------------------------------- | -------------- | -------------- | -------------- | -------------- | -------------- | -------------- | -------------- | -------------- | -------------- | -------------- | -------------- | -------------- | -------------- | -------------- | -------------- | -------------- | -------------- |
| Zimowe igrzyska olimpijskie           |                | 19             |                |                |                |                |                |                |                |                |                |                |                |                |                |                |                |
| Mistrzostwa świata                    | 17             | 28             | 14             |                |                | 25             | 14             |                |                |                |                |                |                |                |                |                |                |
| Mistrzostwa Europy                    | 16             | 10             | 7              | 14             | 13             | 7              | 10             |                |                |                |                |                |                |                |                |                |                |
| GP Cup of Russia                      |                |                |                |                |                |                | 5              |                |                |                |                |                |                |                |                |                |                |
| GP Trophée de France                  |                |                |                |                |                | 7              |                |                |                |                |                |                |                |                |                |                |                |
| GP Nations Cup                        |                |                |                |                |                |                |                | 4              |                |                |                |                |                |                |                |                |                |
| GP Skate America                      |                |                |                |                |                |                | 9              |                |                |                |                |                |                |                |                |                |                |
| GP Skate Canada International         |                |                |                |                |                |                |                | 4              |                |                |                |                |                |                |                |                |                |
| Finlandia Trophy                      |                |                |                |                |                | 2              |                | 4              |                |                |                |                |                |                |                |                |                |
| Grand Prix International de Paris     |                |                | 9              |                |                |                |                |                |                |                |                |                |                |                |                |                |                |
| Grand Prix International St. Gervais  |                |                |                |                | 4              |                |                |                |                |                |                |                |                |                |                |                |                |
| Memoriał Karla Schäfera               |                | 15             |                |                | 1              |                |                |                |                |                |                |                |                |                |                |                |                |
| Nebelhorn Trophy                      |                | 17             |                |                | 4              | 7              |                |                |                |                |                |                |                |                |                |                |                |
| Skate America                         |                |                | 9              | 10             |                |                |                |                |                |                |                |                |                |                |                |                |                |
| Skate Canada International            |                | 10             |                |                |                |                |                |                |                |                |                |                |                |                |                |                |                |
| Międzynarodowe: Kategorie młodzieżowe |                |                |                |                |                |                |                |                |                |                |                |                |                |                |                |                |                |
| Mistrzostwa świata juniorów           | 15             |                |                | 8              | 7              |                |                |                |                |                |                |                |                |                |                |                |                |
| Krajowe                               |                |                |                |                |                |                |                |                |                |                |                |                |                |                |                |                |                |
| Mistrzostwa Polski                    | 1              | 1              | 1              | 2              | 1              | 1              | 2              | 3              |                |                |                |                |                |                |                |                |                |